# Breuilia triangulum
Breuilia triangulum es una especie de escarabajo. Es la única especie del género Breuilia, en la familia Leiodidae. Fue descrita por Sharp en 1873. Se encuentra en España.